# Col de Portel
Der Col de Portel ist ein Gebirgspass im Département Ariège zwischen Saint-Girons und Foix in den französischen Pyrenäen. Er hat eine Höhe von 1432 m.

## Tour de France
Im Jahre 2008 wurde der Col de Portel von der Tour de France überquert. Sieger der Bergwertung wurde der Franzose Amaël Moinard.

### Sieger der Bergwertung
| Jahr | Etappe | Kategorie | Sieger        |
| ---- | ------ | --------- | ------------- |
| 2008 | 11     | 1         | Amaël Moinard |